# Хмелева, Ольга Неоновна
Ольга Неоновна Хмелева (псевдоним Качулкова) — русская детская писательница и переводчица.

## Краткая информация
Подробная информация о жизни писательницы отсутствует. Везде указывается, что по основной профессии — учительница и жила во Пскове, скончалась не ранее 1906 года . Определенную известность приобрела после того, как на ее повесть "Безвестная труженица" обратил внимание Лев Толстой:
"Повѣсть Хмелевой очень, очень хороша будетъ, если выкинуть всѣ разсужденія, описанія природы и красоты и, главное, уничтожить форму словеснаго разсказа и обращенія къ слушателю. Это можетъ выдти одна изъ лучшихъ нашихъ книжекъ. "
Книга под названием «Марья-кружевница» после серьёзной редакторской правки Льва Толстого, вышла в свет в издательстве "Посредник" в 1886 году  и выдержала еще 13 изданий , включая стереотипные. В советское время повесть была опубликована дважды: в 1926 и 1930 годах.
Краткая ее характеристика в письме Павла Бирюкова к Владимиру Черткову от 19 октября 1885 г.:
«Сегодня познакомился с интересной личностью... г-жи Хмелевой. Барыня, похожая на мужчину. Принцип «непротивления злу» она вставила по собственному опыту, говорит, что сама испытала его силу, и когда я обратил внимание на это место, то она думала, что это мне не нравится. Она произвела на меня хорошее впечатление».

## Сочинения[5]
- Робинзон в русском лесу. Рассказ для детей О. Качулковой [псевд.]. — Спб.: Нев. кн. торговля, 1881. — 295 с.; ил.; 21 см. (Первая публикация в 1873 году в журнале «Семья и школа».)
  - То же. — 2-е изд. — М.: А. А. Карцев, 1890. — 268 с.; ил.
  - То же. — 3-е изд. — 1896. — 288 с.; ил.
  - То же. — 4-е изд. — 1900.
- Укротитель змей. Повесть О. Н. Хмелевой. / Журнал «Семья и школа», 1881. № 3 и далее.
- Прогулка по Крыму (Путевые впечатления и мысли). Очерк О. Н. Хмелевой. / Журнал "Семейные Вечера" за 1883 г.
- Без poду, без племени. Повесть О. Н. Хмелевой. / Журнал "Семейные Вечера", Отдел для семейного чтения, 1884 г.
- Анютка. Повесть О. Н. Хмелевой. / Журнал "Семейные Вечера", Отдел для семейного чтения, 1885 г.
- Марья-кружевница. Повесть О. Н. Хмелевой. — М.: Посредник, 1886. — 36 с.; 17 см. — Заимствовано из журн. "Родник" (Первоначальное название "Безвестная труженица").
  - То же. — М.: Посредник, тип. И. Д. Сытина и К°, 1891. — 36 с.; 17 см. То же. — 1902. — То же. — 1905. — То же. — 1910. То же. — 1912.
  - То же. — М.: Посредник, тип. Вильде, 1893. — 36 с.; 17 см. То же. — 1894. То же. — 1896. — То же. — 1898. — То же. — 1900.
  - То же. — М.: Посредник, тип. И. Е. Ермакова, 1895. — 36 с.; 17 см.
  - То же. Марья кружевница. Рассказ из времен крепостного права / О. Хмелева; В обработке Т. М.Фарафонтовой. Рис. Б. И. Капцова. — М.: Г. Ф. Мириманов. На помощь деревне и школе, 1926. — 32 с.; ил.; 26 см.
  - То же. Марья кружевница. Рассказ / О. Хмелева; Рис. В. Конашевича. — Москва—Ленинград: Гос. изд-во, 1930 (Москва: тип. "Красный пролетарий"). — 31 с., ил.; 18 см. — (Для детей старшего возраста).
- Признание подрядчика. Повесть, (год написания: 1885) (не опубликована).
  - Читана Львом Толстым: "Да, забылъ сказать, что Признаніе подрядчика прекрасно сначала, но потомъ не выдержано, фальшиво, преувеличено, ненатурально и потому испорчено, но всетаки можно напечатать. Жалко, что испорчено -- такъ задумано хорошо."[6]
- Горемычные приключения одного безродного и безпаспортного. Рассказ О. Хмелевой. — Спб.: Тип. Е. Евдокимова, 1887. — 32 с.; 16 см.

То же. — 2-е изд. — 1888. — То же. — 3-е изд. — 1890.
- Катькина дача, или Есть ли на свете лишний человек. Рассказ О. Н. Хмелевой. — Санкт-Петербург: М. М. Ледерле и К°, 1892. — 114 с.; 18 см.

То же: — Москва: А. С. Панафидина, 1908. — 112 с.; 18 см.
- Каменные пасынки каменной мачехи (Очерки Финляндии) / Соч. О. Н. Хмелевой. — М.: А. С. Панафидин, 1898. — 64 с.: ил.; 18 см.
- Правда об Уссурийском крае и его обитателях / Сост. О. Н. Хмелевой; Под ред. б. агр. при приамур. ген.-губернаторе Н. А. Крюкова. — М.: Тип. М. Г. Волчанинова и К°, 1899. — 120 с.; 17 см.
- Мой отец и другие рассказы Ф. Горностаева, Д. Марковича, А. Ефименко, С. Семенова, О. Хмелевой, П. Хотымского и Е. Шелеметьевой. / С 9 рис. Н. Живаго, К. Лебедева и Н. Николаевского, [обл. рис. Н. И. Живаго]. — Москва: типо-лит. т-ва И. Н. Кушнерев и К°, 1904. — 133 с. ил.; 23 см. - (Библиотека Горбунова-Посадова для детей и для юношества; № 67).

То же: — 2-е изд. - Москва: Типо-лит. т-ва И. Н. Кушнерев и К°, 1910. — 128 с. ил.; 21 см.

## Переводы
- Битвы житейские. Роман Джоржа Онэ / Пер. с фр. О. Н. Хмелевой. — Санкт-Петербург: тип. И. П. Вощинского, 1882. — 374 с.; 20 см.
- Знаменитые фаворитки / Соч. Эмиля Габорио; Пер. с фр. О. Н. Хмелевой. — Санкт-Петербург: ред. журн. "Пер. отд. романов", 1883-1884. — 2 т.; 19 см.
- Смысл жизни. Роман Эдуарда Рода (Le sens de la vie — par E'douard Rod) / Пер. с 5 изд. О. Н. Хмелевой. — Санкт-Петербург: тип. А. С. Суворина, 1890. — XII, 251 с.; 19 см.
  - То же: Вопросы жизни (Le sens de la vie). Роман Эдуарда Рода / Пер. с фр. О. Н. Хмелевой. — Москва: Посредник, 1894. — 180 с.; 24 см. — (Для интеллигентных читателей; 32).
- Ган Исландец. Исторический роман / Виктор Гюго; Пер. О. Н. Хмелевой. — Санкт-Петербург: М. М. Ледерле и К°, 1893. — IV, 3-511 с., 1 л. портр.; 17 см. - (Моя библиотека, № 55-58).
- Флорентийские ночи / Генрих Гейне. Пер. О. Н. Хмелевой; — Санкт-Петербург: М. М. Ледерле и К°, 1893. — 74 с., 1 л. фронт. (портр.); 18 см. — (Моя библиотека; № 6).
- Торжество любви (Le maitre de forges). Роман / Жорж Онэ; Пер. с [289-го] фр. [изд.] О. Н. Хмелевой. — Санкт-Петербург: М. М. Ледерле и К°, 1893. — 317 с.; 18 см. — (Моя библиотека; № 7, 8, 9 и 10).
- Гетц фон-Берлихинген. Рыцарь с железной рукой. Трагедия в 5 д. / Вольфганг Гёте. С предисл. Густава Вендта; Пер. О.Н. Хмелевой — Санкт-Петербург: М. М. Ледерле и К°, 1893. — XIV, 154 с., 1 л. фронт. (портр.); 18 см. — (Моя библиотека; № 30 и 31).
- Страдания юного Вертера / Вольфганг Гёте.  С предисл. Густава Вендта; Пер. О. Н. Хмелевой — Санкт-Петербург: М. М. Ледерле и К°, 1893. — 190 с., 1 л. портр.; 18 см. — (Моя библиотека; № 4 и 5)
- Записки Шнабельвопского / Генрих Гейне. Пер. О. Н. Хмелевой. — Санкт-Петербург: М. М. Ледерле и К°, 1893. — 64 с.; 17 см. — (Моя библиотека; № 77)
- Философ на чердаке. Рассказ. / Соч. Э. Сувестра; Пер. О. Н. Хмелевой. — Санкт-Петербург: М. М. Ледерле и К°, 1894. — 254 с.; 19 см. — (Библиотека нашего юношества; Вып. 2)
- Естествознание и искусство. Речь, прочит. в день чествования памяти Лейбница Берл. акад. наук, 3 июля 1890 г. Эмилем дю Буа-Реймоном / Пер. О. Н. Хмелевой. — Санкт-Петербург: М. М. Ледерле и К°, 1894. — 39 с.; 23 см. — (Современная наука; Вып. 6)
- Бедная внучка. Роман Чарльза Диккенса / В излож. О. Н. Хмелевой. — Москва: Посредник, 1897 (тип. Вильде). — 324 с. ил.; 18 см. (извлечение из «Лавки древностей»)
  - То же: — Москва: Посредник, 1901 (тип. Вильде). — 324 с.; 18 см.